# Sanballat
Sanballat est le nom d'un ou plusieurs gouverneurs de Samarie et un officiel de l'empire perse achéménide. Sanballat « le Horonite » est mentionné dans le livre de Néhémie. Le nom de Sanballat apparaît aussi dans des papyrus de la période perse découverts sur l'île Éléphantine en Égypte et dans le Wadi Daliyeh en Samarie. Un personnage du même nom est cité par Flavius Josèphe dans les Antiquités juives. 

## Récit biblique
Dans le livre de Néhémie, Sanballat fait partie des opposants à Néhémie. Sa fonction n'est pas précisée.
Sanballat apprend avec déplaisir la venue de Néhémie et se moque de lui. Avec Tobiah (en) l'Ammonite et Geshem (en) l'Arabe, Sanballat s'oppose à Néhémie pour l'empêcher de relever les murs de Jérusalem. Les travaux de réparation des murs de Jérusalem avançant, Sanballat est en colère. Lorsque la muraille est rebâtie, Sanballat propose une entrevue à Néhémie, qui refuse. Sanballat accuse alors Néhémie de vouloir être roi, mais celui-ci s'en défend. Sanballat tente ensuite de nuire à la réputation de Néhémie. Néhémie chasse le gendre de Sanballat, ce gendre était le fils du grand prêtre Joïada.
Sanballat est contemporain de Néhémie, ce qui le place sous le règne d'Artaxerxès Ier au milieu du Ve siècle av. J.-C. La raison de l'opposition de Sanballat à Néhémie n'est pas expliquée. Elle peut être motivée par la réduction de la sphère d'influence de Samarie par rapport à Jérusalem. À cette période, Jérusalem est d'une certaine manière subordonnée à Samarie. La reconstruction des murailles de Jérusalem peut faire craindre l'émergence d'une nouvelle entité politique dans le paysage régional.
Dans le livre de Néhémie, Sanballat est écrit סַנְבַלַט (snblt), alors qu'il est écrit סנאבלט (snʾblt) - avec la lettre aleph - dans les papyrus d'Élephantine et du Wadi Daliyeh. Il porte un nom babylonien qui signifie « Sîn (le dieu-Lune) donne la vie » (de l'akkadien sin-uballiṭ). Il peut s'agir d'un descendant des populations non israélites déportées en Samarie par les Assyriens au VIIe siècle av. J.-C., ou bien d'un descendant des habitants de l'ancien royaume d'Israël car il n'est pas inhabituel pour les Juifs de porter des noms babyloniens à cette époque. Bien que son nom contienne le théonyme Sîn, ses enfants Delaiyah et Shélémiyah portent eux des noms yahwistes, c'est-à-dire des noms qui présentent le suffixe théophore yah (ou yahu) pour Yahweh.
Sanballat est qualifié de horonite, ce qui indique qu'il vient probablement de la ville de Beth-Horon au nord de Jérusalem ou de la ville de Horonaïm dans le territoire de Moab. D'autres explications ont aussi été proposées. Il peut être originaire de la ville de Harran dans le nord de la Syrie qui est un des centres religieux du dieu-Lune Sîn. Il peut aussi être originaire du Hauran en Syrie, ou du village de Hawara au pied du mont Garizim. Il peut aussi être un adepte du dieu Horon dont le culte est attesté à Ougarit et en Égypte (Houroun) à l'âge du bronze récent.

## Antiquités judaïques
Dans les Antiquités juives, Flavius Josèphe cite un Sanballat, satrape nommé à Samarie par « Darius, le dernier roi », c'est-à-dire Darius III, juste au début de la période hellénistique, au milieu du IVe siècle av. J.-C.. Selon Josèphe, Manassé, le frère du grand prêtre Jaddus, est marié à Nikaso, la fille de Sanballat. Lorsque Manassé est expulsé de Jérusalem à cause de ce mariage, Sanballat fait construire pour son gendre le temple samaritain du mont Gerizim. Cette construction intervient alors que Sanballat s'est rallié à Alexandre le Grand avec une armée de 8 000 hommes. Sanballat décède pendant le siège de Tyr (332 av. J.-C.). À la mort de Sanballat, Alexandre  installe ces 8 000 hommes comme colons en Égypte.
Ce récit de Josèphe présente des parallèles avec le livre de Néhémie dans lequel le fils du grand prêtre Joïada a été banni par Néhémie après avoir épousé la fille de Sanballat. La répétition de la même séquence à un siècle d'intervalle fait douter certains chercheurs de la fiabilité du récit de Josèphe. Dans les deux récits, le grand prêtre dont le parent a épousé la fille de Sanballat porte un nom similaire, Jaddus (en hébreu Yaduʿa) étant une forme hypocoristique de Joïada (en hébreu Yôyādʿā). Certains y voient une erreur Josèphe qui aurait transposé à la fin de la période perse les évènements intervenus un siècle plus tôt relatés dans le livre de Néhémie. Josèphe a une connaissance vague de la période perse. Les données chronologiques qu'il fournit pour cette période sont confuses. Pourtant, Josèphe n'établit pas de lien entre son Sanballat et Néhémie. L'histoire de Sanballat cherche à mettre en relation la construction du temple du mont Gerizim avec la personnalité prestigieuse d'Alexandre le Grand. Il est  possible que les deux récits décrivent des évènements distincts et que des liens matrimoniaux aient été contractés entre les familles dirigeantes de Jérusalem et de Samarie au cours de la période perse.  
À la suite de Frank Moore Cross, des chercheurs supposent qu'il existe une dynastie des Sanballat, gouverneurs de Samarie pendant la période perse. Cette famille serait composée de Sanballat (I), dit le Horonite, celui du livre de Néhémie, Delaiyah fils de Sanballat (I), mentionné dans les documents araméens d'Élephantine, Sanballat (II) fils de Delaiyah et Hananiah fils de Sanballat (II), tous deux mentionnés dans les documents du Wadi Daliyeh, Sanballat (III) fils de Hananiah, celui des Antiquités juives de Flavius Josèphe
,,,,. La thèse d'une papponymie (nom se transmettant de grand-père à petit-fils) pour les Sanballat a été défendue par Charles Cutler Torrey. Une objection à cette thèse a été donnée par Arthur Ernest Cowley.